# خفاش گوش‌بزرگ دم‌آزاد
خفاش گوش‌بزرگ دم‌آزاد (نام علمی: Otomops martiensseni) نام یک گونه از خانواده خفاش‌های دم‌آزاد است.